# Gijs Scholten van Aschat
Gijsbert Jan Abraham (Gijs) Scholten van Aschat (Doorn, 16 september 1959) is een Nederlands acteur en stemacteur.

## Familie
Scholten van Aschat is een lid van het geslacht Scholten en een zoon van Karel Scholten van Aschat. Hij is getrouwd en heeft drie kinderen, onder wie Reinout Scholten van Aschat.

## Loopbaan
Scholten van Aschat speelt toneel sinds zijn jeugd. Hij gaf al voorstellingen samen met zijn broer, zus en vriendjes op de zolder van zijn ouderlijk huis in Tiel. Maar de plannen om acteur te worden dateren van toen hij een jaar of veertien was. Hij deed op zijn zeventiende auditie voor de Amsterdamse Toneelschool maar werd afgewezen.
Hij heeft aan de Toneelacademie in Maastricht gestudeerd waar hij bevriend raakte met de acteurs Pierre Bokma en Peter Blok, schrijfster Maria Goos en regisseur Willem van de Sande Bakhuyzen met wie hij later weer te maken zou krijgen, onder andere bij het toneelstuk Cloaca van Goos dat door Van de Sande Bakhuyzen geregisseerd en ook verfilmd werd.
Scholten van Aschat is in de eerste plaats toneelacteur, maar werd onder meer bekend van de films Cloaca, De Passievrucht, Tirza en Publieke Werken, en de televisieseries Pleidooi en Oud Geld. In 1983 kreeg hij de Arlecchino voor zijn rol in het stuk Midzomernachtsdroom en 1993 ontving hij de Louis d'Or voor zijn rol in Decadance van Het Nationale Toneel. Voor zijn rol in de televisieserie Oud Geld kreeg hij in 1998 een Gouden Kalf. In 2001 ontving hij de Johan Kaartprijs. Hij was tussen 2004 en 2015 de houder van de Albert van Dalsumring, die hij ontving uit handen van Pierre Bokma en op 20 juni 2015 doorgaf aan Hans Kesting. Van 2000 tot 2020 was hij te zien samen met o.a. Stefan de Walle in het programma De vloer op. In 2011 werd hij winnaar van de 'Esta Luisterboek Award' voor het voorlezen van De tuinen van Dorr van Paul Biegel. In 2012 schreef hij zijn eerste eigen boek Beretta Bobcat.
Gijs Scholten van Aschat heeft lange tijd last gehad van plankenkoorts en heeft uiteindelijk hulp gezocht om daarmee om te gaan.
Bij de oprichting van de Akademie van Kunsten was hij een van de eerste leden. In 2016 werd hij aangesteld als vicevoorzitter. Van 2017 tot 2019 was hij voorzitter van deze instelling. Hij werd opgevolgd door de dichter Anne Vegter.

## Filmografie

### Film
- Alpha (2025) - Gijs
- Schitterend (2024) - Simon
- Invasie (2024) - Maurits Caan
- Ome Cor (2022) - kinderarts
- Grutto! (2022) - voice-over
- Nederland onder water (2022) - verteller
- Zee van tijd (2022) - Lucas (oud)
- The Bay of Silence (2020) - Dr. Müller
- Doris (2018) - Walter
- De Dirigent (2018) - Willem Mengelberg
- Wad - Overleven op de Grens van Water en Land (2018) - voice-over
- De Helleveeg (2016) - opa
- De Zus Van Mijn Broer (2015)
- Publieke Werken (2015) - Vedder
- De Poel (2014) - Lennaert
- Doodslag (2012) - Felix
- Kasteel Amerongen (2011) - Godard Adriaan van Reede
- Tirza (2010) - Jörgen
- Adem (2010) - Professor Duhamel
- Komt een vrouw bij de dokter (2009) - Dokter Jonkman
- Monsters vs. Aliens (2009) - Professor Kakkerlak (stem)
- De brief voor de koning (2008) - Ridder Edwinem
- Tiramisu (2008) - Lex
- De Avondboot (Televisiefilm, 2007) - Teun
- Zadelpijn (Televisiefilm, 2007) - Hugo
- Afblijven (2006) - Vader Melissa
- Dummy (2006) - Job
- Het Ravijn (Televisiefilm, 2005) - Max Pam
- Masterclass (2005) - Acteur 2
- Kameleon 2 (2005) - De burgemeester
- Shark Tale (2004) - Don Lino (stem)
- De Passievrucht (2003) - Huisarts Terlinden
- Cloaca (2003) - Joep
- De schippers van de Kameleon (2003) - De burgemeester
- Loenatik: de moevie (2002) - Albertus Marinus Jacobus Hagenstein-Huygens
- De afrekening (Televisiefilm, 2002) - Gerdsen
- Babyphoned (2002) - Mark
- De Grot (2001) - Mijnsherenland
- Olivetti 82 (2001) - Daniel Grinberg
- De bovenman (2001) - De Bovenman
- Storm in mijn hoofd (Televisiefilm, 2001) - Kent, Leuter, brandweerman
- De zwarte meteoor (2000) - Schouten, voorzitter Heracles
- Lek (2000) - Ferdinand de Wit
- 4 (1998) - Rol onbekend
- De juiste maat (Televisiefilm, 1998) - Rol onbekend
- Het glinsterend pantser (Televisiefilm, 1998) - Sander Vastenhout
- De prins van Egypte (1998) - Mozes
- The Gambler (1997) - Maikov
- Zonder Zelda (1997) - Vader van Zelda
- Off Mineur (Televisiefilm, 1996) - Max Belmer
- Gemengde Berichten (Televisiefilm, 1996) - personeelschef Robert Pronk
- Toy Story (1995) - Woody (stem)
- Belle van Zuylen - Madame de Charrière (1993) - Jean Baptiste Suard
- Op afbetaling (Televisiefilm, 1993) - Henk Grond
- De drie beste dingen in het leven (1992) - Thomas
- De provincie (1991) - Koos
- De avonden (1989) - Viktor
- Dorst (1988) - Harry
- In de schaduw van de overwinning (1986) - Gerard
- Gebroken spiegels (1984) - Rol onbekend
- De terechtstelling (Televisiefilm, 1984) - Rol onbekend
- De mooiste tijd (Televisiefilm, 1980) - Rol onbekend

### Televisie
- Bennie - Meneer Hendriks (2025)
- Grutto! - voice-over (2023)
- Cast - Louis van Leeuwen (2023)
- De stamhouder - Joan Münninghoff (2023)
- Rampvlucht - Henk Wolleswinkel (2022)
- Het WAD - voice-over (2020)
- Hoogvliegers - Generaal Roderick Walema (2020)
- Klem - Ron (seizoen 2, 2018)
- The Bridge to Liberation - verteller (2017)
- Als de dijken breken - minister-president Hans Kreuger (2016)
- NoordZuid - Marinus Wieringa (2015)
- Nederland Waterland - verteller (2014-2015)
- De onderkoning - Gijsbert Karel van Hogendorp (2014)
- Doris - Walter (2013)
- Lijn 32 - Martin Schoots (2012)
- Flikken Maastricht - Schoolhoofd/leraar (Afl. Heksen, 5 maart 2010)
- Annie M.G. Schmidt - Dick van Duyn (2009-2010)
- Gooische vrouwen - Ernst Scheepmaker-van Altena (7 afl., 2006-2007)
- Boks - Rol onbekend (Afl. De verdwenen Van Gogh, 2006)
- De vloer op - Verschillende rollen (Episode 1.1, 2004)
- De Band - God (Afl. Prikkels, 2004)
- Wet & Waan - Pa Overeem (Afl. Fan van het jaar, 2004)
- Weltevreden op 10 - gast (2002)
- Baantjer - Jaap Tetteroo (Afl. De Cock en de moord op de haringkoning, 2002)
- Loenatik - Bert (Afl. De bruiloft, 2000)
- Oud Geld - Ole Bussink (18 afl., 1998-1999)
- Leve het bruine monster - verteller (1998)
- De keerzijde - Huisarts (Afl. Kamperfoelie, 1998)
- Wij Alexander - Nicolaas Röell (Afl. Deel 2, 1998)
- Over de liefde - Jeroen (Afl. Een balkon op het noorden, 1997)
- Zwarte sneeuw - Taxichauffeur (Episode 1.6, 1996)
- Baantjer - Paul van der Lugt (Afl. De Cock en de moord met 300 getuigen, 1996)
- Pleidooi - Victor van Gilze (1993-1995)

## Theater
- Spraakmakers: Onvergetelijk - 2024
- Lehman Trilogy - 2022-2023 - Toneelgroep Amsterdam, regie: Guy Cassiers, tekst: Stefano Massini bewerkt door Els van der Pluijm, als "Babette, Gouverneur en Philip"
- Cliënt E. Busken - 2021-2023 - Toneelgroep Amsterdam, regie: Maria Kraakman, tekst: Jeroen Brouwers bewerkt door Gijs Scholten van Aschat, als "Busken"
- Kings of war - 2021-2023 (voorstelling zelf loopt al sinds 2014 met wisselende cast) - Toneelgroep Amsterdam, regie: Ivo van Hove, tekst: William Shakespeare vertaald door Rob Klinkenberg en bewerkt door Bart Van den Eynde, als kardinaal, Rivers
- Age of Rage - 2020-2023 - Toneelgroep Amsterdam, regie: Ivo van Hove:, tekst: Aischylos, Euripides vertaald door Gerard Koolschijn en bewerkt door Ivo van Hove, als Menelaos, Tantalos
- Duende - Reprise in 11 theaters[3] samen samen met Eric Vloeimans en Eric Vaarzon Morel
- Het hout - 2018-2019 - Internationaal Theater Amsterdam, regie: Michiel van Erp
- Dagboek van een verdwenene - 2017-2018 - Toneelgroep Amsterdam, regie: Ivo van Hove
- Obsession - 2017 - Toneelgroep Amsterdam, regie: Ivo van Hove tekst: Luchino Visconti. bewerkt door Jan Peter Gerrits
- De dingen die voorbijgaan - 2016-2018 - Toneelgroep Amsterdam, regie: Ivo van Hove, tekst: Louis Couperus, bewerkt door Koen Tachelet
- Husbands and wives - 2016/2018 - Toneelgroep Amsterdam, regie: Simon Stone, tekst: Woody Allen, bewerkt door Rik van den Bos
- Het jaar van de Kreeft - 2016-2018 - Toneelgroep Amsterdam, regie: Luk Perceval, tekst: Hugo Claus, bewerkt door Peter Van Kraaij, als "Pierre"
- De stille kracht - 2015-2018 - Toneelgroep Amsterdam, regie: Ivo van Hove, tekst: Louis Couperus, bewerkt door Peter Van Kraaij, als "Otto van Oudijck"
- Koningin Lear - 2014 - Toneelgroep Amsterdam, regie: Eric de Vroedt, tekst: William Shakespeare, bewerkt door Tom Lanoye
- Dantons dood - 2013 - Toneelgroep Amsterdam, regie: Johan Simons, tekst: Georg Buchner
- De entertainer - 2013-2015 - Toneelgroep Amsterdam, regie en bewerking: Eric de Vroedt, tekst: John Osborne
- Lange dagreis naar de nacht - 2013 - Toneelgroep Amsterdam, regie: Ivo van Hove, tekst: Eugene O'Neill bewerkt door Ger Thijs, als "James"
- Wish you where here - 2012-2015 - Toneelgroep Amsterdam, regie: Lucas De Man
- Kat op een heet zinken dak - 2012 - TA-2/Toneelschuur Producties, regie: Jacob Derwig, tekst: Tennessee Williams bewerkt door Kim van Kooten & Jacob Derwig
- Opening Night - 2012 - Toneelgroep Amsterdam, regie: Ivo van Hove, tekst: John Cassavetes, bewerkt door Gerardjan Rijnders en Sam Bogaerts
- Wit Konijn Rood Konijn - 2012 - Toneelgroep Amsterdam, tekst: Nassim Soleimanpour, bewerkt door Carel Alphenaar
- Romeinse tragedies - seizoen 2012/2013 & 2016-2018 (stuk wordt al opgevoerd sinds 2007 met wisselende cast) - Toneelgroep Amsterdam, regie: Ivo van Hove, tekst: William Shakespeare, bewerkt door Tom Kleijn
- Na de repetitie/Persona - 2012/2013 & 2017-2018 - Toneelgroep Amsterdam, regie: Ivo van Hove, tekst: Ingmar Bergman, bewerkt door Karst Woudstra
- De Russen! Ivanov meets Platonov - 2010-2014 - Toneelgroep Amsterdam, regie: Ivo van Hove, tekst: Anton Tsjechov bewerkt door Tom Lanoye met muziek van Junkie XL
- In ongenade - 2011 - Toneelgroep Amsterdam, regie: Luk Perceval, tekst: John Maxwell Coetzee
- Nooit van elkaar - 2011 - Toneelgroep Amsterdam, regie: Ivo van Hove, tekst: Jon Fosse
- Richard III - 2010 - Orkater ism Stadsschouwburg Amsterdam, de Toneelacademie Maastricht en Het Zuidelijk Toneel, regie: Matthijs Rümke, tekst: William Shakespeare, bewerkt door Janine Brogt en Gijs Scholten van Aschat, muziek: Tom Waits en Kathleen Brennan, als Richard III
- Kinderen van de zon - 2010-2013 - Toneelgroep Amsterdam & NTGent, tekst: Maksim Gorki, regie: Ivo van Hove
- Afscheidsmonologen - 2009 - Bos Theaterproducties/Landelijk Steunpunt VPTZ, regie: Leopold Witte, gastlezer
- Het Vertrek - 2008 - Theatrale lezing van Het Zuidelijk Toneel, regie: Madeleine Matzer, tekst: Václav Havel
- Les Liaisons Dangereuses - 2008 - tekst: Pierre Choderlos de Laclos
- Duende - 2008 - samen met Eric Vaarzon Morel
- De geschiedenis van de familie Avenier - 2007 - Het Toneel Speelt, tekst: Maria Goos, als kroegbaas Christ
- Tirannie van de tijd - 2005 - ZT Hollandia
- De Kortste Eeuw - 2005 - Orkater, regie: Gijs de Lange, tekst: Gijs Scholten van Aschat, idee & muziek: Vincent van Warmerdam
- De Methode Ribadier - 2004 - Nationale Toneel, regie: Frans Strijards tekst: Georges Feydeau
- Demonen - 2004 - Het Toneel Speelt
- Dodelijke Affaires - 2004 - Orkater & Nederlands Philharmonisch Orkest, regie: Anthony Heidweiller , tekst: Jan Veldman, als "de man"
- Over de Duivel en de Dood - 2004 - Orkater & Het Mondriaan Kwartet
- Huis & Tuin - - Nationale Toneel, regie: Antonie Uitdehaag
- Hagedissehuid - 2003 - Orkater, regie: Matthijs Rümke, tekst: Bodil de la Parra
- Cloaca - 2002 - Het Toneel Speelt, regie: Willem van de Sande Bakhuyzen, tekst: Maria Goos
- The Prefab Four - 2002 - Orkater (over The Monkees), regie en tekst
- Familie - 2000 - Het Toneel Speelt, regie: Willem van de Sande Bakhuyzen, tekst: Maria Goos
- Iwanov - 1999 - Art & Pro, regie: Frans Strijards, tekst: Anton Tsjechov
- Black Box - 1999 - Hummelinck Stuurman, tekst: Amos Oz
- Hamlet - 1999 - Nationale Toneel, regie: Johan Doesburg, tekst: William Shakespeare, als Hamlet
- Een Formidabele Yankee - 1998 - Orkater, regie: Willem van de Sande Bakhuijzen, muziek: Vincent van Warmerdam, tekst: Jan Veldman
- De New Yorkers - 1997 - regie: Gijs Scholten van Aschat, tekst: Woody Allen, David Mamet en Elaine May, vertaald door Ger Thijs en Laurens Spoor
- Hoti - 1996 - regie en tekst
- Design for Living - 1996 - regie: Ger Thijs, tekst: Noël Coward
- Wie vermoordde Mary Rogers - 1995 - Orkater, als Edgar Allan Poe
- Timon van Athene - 1994/1995 - Toneelgroep Amsterdam, regie: Pierre Audi, tekst: William Shakespeare bewerkt door Gerrit Komrij, als dichter
- Oom Wanja - 1994 - tekst: Anton Tsjechov, als Astrov
- Decadence - 1993 - Nationale Toneel
- Richard II - 1990 - vrije theaterproductie Martin Hanson Theaterproducties
- Voldoende Koolhydraat - 1990 - Nationale Toneel
- Alkestis - 1989 - Nationale Toneel
- Othello - 1988 - Zuidelijk Toneel Globe, regie Ronald Klamer, tekst: Shakespeare, vertaling Bert Voeten, als Jago
- Lysander - 1986 - Haagse Comedie, regie Guido de Moor
- Romeo en Julia - 1984 - Haagse Comedie, regie Guido de Moor, tekst: Shakespeare, als Romeo

## Luisterboeken
- Stemmengeschuifel - 2013 - Toneelgroep Amsterdam, audiowandeling door Amsterdam gezien door de ogen van schrijver Herman Heijermans
- Beretta Bobcat - 2012 - eigen werk, (Luistergeschenk tijdens de Week van het Luisterboek)
- De tuinen van Dorr - 2010 - van Paul Biegel, met liedjes geschreven door Floor Minnaert en ingezongen door Gijs. (Hiervoor won Gijs Scholten van Aschat in 2011 de Ésta luisterboek award)
- Het sleutelkruid - 2009 - van Paul Biegel, met liedjes geschreven door Floor Minnaert en ingezongen door Gijs.
- Opwaaiende zomerjurken - 2009 - van Oek de Jong
- Tsjilp (ESTA Sterke stemmen serie) - 2008 - van Willem Elsschot
- Rouw op je dak - 2008 - van Jos Brink
- De Vuurvogel - 2005 - van Igor Stravinsky

## Prijs
In oktober 2022 won Scholten van Aschat tijdens het Italiaanse Milan International Film Festival de prijs in de categorie Beste acteur voor zijn rol als oude Lucas in de bioscoopfilm Zee van tijd.

## Trivia
- Scholten van Aschat deed in 2004 mee aan De nationale IQ test. Hij haalde 98 punten.
- Arriva rijdt in de Achterhoek met treinstel 10369, dat de naam 'Gijs Scholten van Aschat' draagt
- In 2017 speelt Scholten van Aschat een hoofdrol in de nationale herdenkingsconcert Bridge to Liberation Experience.